# Państwowe zakłady chowu koni
Państwowe zakłady chowu koni zostały utworzone rozporządzeniem Prezydenta RP z dnia 17 maja 1927 i obejmowały państwowe stada ogierów i państwowe stadniny koni. Zostały zniesione dekretem z dnia 28 września 1949.

## Przed wojną

### Stada
- Białka
- Bogusławice
- Drogomyśl
- Gniezno
- Janów (Podlaski)
- Łąck
- Sądowa Wisznia
- Sieraków
- Starogard (Gdański)

### Stadniny
- Kozienice
- Janów (Podlaski)